# نبيهة ناصر
نبيهة حنا ناصر (1891-1951)، مربية فلسطينية ولدت في قرية بيرزيت قضاء رام الله، وضعت حجر الأساس لجامعة بيرزيت حين أسست مع صديقتها رتيبة شقير مدرسة للبنات في بيرزيت عام (1924).

## نشاطها التربوي
تلقت تعليمها الثانوي في المدرسة الإنجيلية في بيت لحم، واطلعت على علوم الطبيعيات على يد أستاذ بريطاني في أثناء إقامتها في الخرطوم للعمل هناك.
أسست عام 1924 مدرسة للبنات في بيرزيت إدارة المدرسة، حيث تولت الإدارة وتدريس التاريخ وقواعد اللغة العربية، وتولت أيضا أشغال الحديقة والتسوق، وكانت تعزف على البيانو في فرقة المدرسة.

كانت مدرستها من أوائل المدارس الفلسطينية التي أدخلت مادة الموسيقى إلى منهاجها، وأول من أدخل النشاطات اللامنهجية مثل التعلم الذاتي والمطالعة الخارجية. عن ظروف تلك المرحلة تشرح شرحت سامة ناصر:
”كان يرتادها (المدرسة) طلاب من مختلف القرى المحيطة بمدينة رام الله كدورا القرع، جفنا وعين سينيا، ويثابرون على الحضور حتى في في أيام البرد القارس وثيابهم مبتلة متجشمين عناء السفر ومخاطره من أجل الحصول على مستوى تعليمي مميز”.
وقد تطورت هذه المدرسة تدريجياً، حتى أصبحت في مطلع الخمسينات تتولى التدريس الجامعي ثم أصبحت في منتصف السبعينات جامعة كاملة بكل المعايير.

## نشاطها السياسي والاجتماعي
نشطت في الحركة الوطنية الفلسطينية، وناضلت أيضاً من أجل حقوق المرأة (شأنها في ذلك شأن الكثيرات من نساء الشرائح العليا والوسطى في فلسطين في النصف الأول من القرن العشرين).
شاركت في تشرين الأول 1938 في المؤتمر النسائي الشرقي، الذي انعقد برئاسة الرائدة السيدة هدى شعراوي في دار جمعية الاتحاد النسائي العربي في القاهرة، حمل العنوان: "المرأة العربية وقضية فلسطين"، حيث ألقت خطاباً دافعت فيه عن الوحدة العربية طريقاً لمواجهة التهديدات التي تعصف بفلسطين، ونوّهت إلى أهمية التربية والتعليم، ونفت نفياً قاطعاً أي فوارق دينية بين أفراد الأمة العربية، ولما توقفت إزاء فقدان الأقطار العربية لحريتها السياسية إلى حد يحول دون تحقيق الوحدة فيما بينها، حتى لو أرادت هذه الأقطار ذلك، عادت لتجد الحل في الوحدة الاقتصادية أولاً، قائلة إن الخطوة الممهدة الأولى هي في وضع “أساس الوحدة العامة بتشييد وحدة اقتصادية وثقافية بأسرع ما يمكننا من الزمن وبدون أن ننتظر نضوج الوحدة السياسية”.